# Gimnàstica als Jocs Olímpics d'estiu de 1932
Als Jocs Olímpics d'Estiu de 1932 celebrats a la ciutat de Los Angeles (Estats Units) es disputaren onze proves de gimnàstica. A diferència de l'edició anterior en aquests Jocs la competició només fou oberta a la categoria masculina. Les proves es realitzaren entre els dies 8 i 10 d'agost de 1932.

## Nacions participants
Participaren 46 gimnastes de set nacions diferents:
| - Finlàndia (5) - Hongria (4) - Itàlia (7) - Japó (6) | - Mèxic (3) - Suïssa (1) - Estats Units (20) |

## Resum de medalles
| Prova                              | Or                                                                                       | Plata                                                                                          | Bronze |
| Concurs complet individual detalls | Romeo Neri                                                                               | István Pelle                                                                                   | Heikki Savolainen                                                                                           |
| Concurs complet per equips detalls | ItàliaOreste Capuzzo · Savino Guglielmetti · Mario Lertora · Romeo Neri · Franco Tognini | Estats UnitsFrank Haubold · Alfred Jochim · Michael Schuler · Frank Cumiskey · Frederick Meyer | FinlàndiaHeikki Savolainen · Martti Uosikkinen · Veikko Pakarinen · Mauri Nyberg-Noroma · Einari Teräsvirta |
| Exercici de terra detalls          | István Pelle                                                                             | Georges Miez                                                                                   | Mario Lertora                                                                                               |
| Barra fixa detalls                 | Dallas Bixler                                                                            | Heikki Savolainen                                                                              | Einari Teräsvirta                                                                                           |
| Barres paral·leles detalls         | Romeo Neri                                                                               | István Pelle                                                                                   | Heikki Savolainen                                                                                           |
| Cavall amb arcs detalls            | István Pelle                                                                             | Omero Bonoli                                                                                   | Frank Haubold                                                                                               |
| Anelles detalls                    | George Gulack                                                                            | William Denton                                                                                 | Giovanni Lattuada                                                                                           |
| Salt sobre cavall detalls          | Savino Guglielmetti                                                                      | Alfred Jochim                                                                                  | Edward Carmichael                                                                                           |
| Llançament de maces detalls        | George Roth                                                                              | Philip Erenberg                                                                                | William Kuhlemeier                                                                                          |
| Escalada de corda detalls          | Raymond Bass                                                                             | William Galbraith                                                                              | Thomas Connolly                                                                                             |
| Túmbling detalls                   | Rowland Wolfe                                                                            | Edward Gross                                                                                   | William Herrmann                                                                                            |

## Medaller
| Posició | País         | Or | Argent | Bronze | Total |
| 1       | Estats Units | 5  | 6      | 5      | 16    |
| 2       | Itàlia       | 4  | 1      | 2      | 7     |
| 3       | Hongria      | 2  | 2      | 0      | 4     |
| 4       | Finlàndia    | 0  | 1      | 4      | 5     |
| 5       | Suïssa       | 0  | 1      | 0      | 1     |